# 圣佩德罗-杜伊瓜苏
圣佩德罗-杜伊瓜苏是巴西巴拉那州的一个市镇。总面积308.328平方公里，总人口6633人，人口密度21.5人/平方公里。